# 蕭開瀛
蕭開瀛，字閬軒，贵州贵阳人，清末官员，同進士出身。
光緒二十九年（1903年）癸卯科進士，三甲四十名，同年閏五月，以主事分部学习。禮部主事，改四川知州。